# Éxito reproductivo

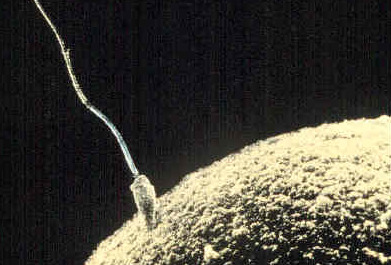
Un espermatozoide que fecunda un óvulo en la reproducción sexual es una etapa del éxito reproductivo

El éxito reproductivo es la producción de descendientes de un individuo por evento de cría o por vida. No se limita al número de descendientes producidos por un individuo, sino también al éxito reproductivo de esos descendientes.
El éxito reproductivo se diferencia de la aptitud en que el éxito individual no es necesariamente un factor determinante de la fuerza adaptativa de un genotipo, ya que los efectos del azar y el medio ambiente no influyen en esos genes concretos. El éxito reproductivo se convierte en una parte de la aptitud cuando la descendencia se incorpora realmente a la población reproductora. Si la cantidad de descendientes no está correlacionada con la calidad, esto se sostiene, pero si no es así, el éxito reproductivo debe ajustarse mediante rasgos que predigan la supervivencia juvenil para poder medirse con eficacia.
La calidad y la cantidad consisten en encontrar el equilibrio adecuado entre reproducción y mantenimiento. La teoría del soma desechable del envejecimiento nos dice que una vida más larga se producirá a costa de la reproducción y, por tanto, la longevidad no siempre está correlacionada con una alta fecundidad.
La inversión de energía y tiempo de los padres es un factor clave en el éxito reproductivo, ya que cuidar mejor a la descendencia es lo que a menudo les dará una ventaja de aptitud más adelante. Esto incluye la elección de pareja y la selección sexual como un factor importante en el éxito reproductivo, que es otra razón por la que el éxito reproductivo es diferente de la aptitud, ya que las elecciones y los resultados individuales son más importantes que las diferencias genéticas. Como el éxito reproductivo se mide a lo largo de generaciones, los estudios longitudinales son el tipo de estudio preferido, ya que siguen a una población o a un individuo durante un periodo de tiempo más largo para controlar la progresión del individuo o individuos. Estos estudios a largo plazo son preferibles porque anulan los efectos de la variación en un solo año o temporada de cría.

## Contribución de la nutrición
La nutrición es uno de los factores que influyen en el éxito reproductivo. Por ejemplo, las diferentes cantidades de consumo y, más concretamente, las proporciones entre carbohidratos y proteínas. En algunos casos, las cantidades o ratios de ingesta son más influyentes durante determinadas etapas de la vida. Por ejemplo, en la mosca mexicana de la fruta, la ingesta de proteínas por parte de los machos es crítica sólo en la eclosión. La ingesta en este momento proporciona una capacidad reproductiva más duradera. Después de esta fase del desarrollo, la ingesta de proteínas no tiene ningún efecto y no es necesaria para el éxito reproductivo. Además, se experimentó con machos de Ceratitis capitata para ver cómo afectaba la influencia de las proteínas durante la fase larvaria al éxito del apareamiento. Los machos fueron alimentados con una dieta alta en proteínas, que consistía en 6,5g/100mL, o con una dieta sin proteínas durante la fase larvaria. Los machos que fueron alimentados con proteínas tuvieron más cópulas que los que no fueron alimentados con proteínas, lo que en última instancia se correlaciona con un mayor éxito de apareamiento. Se ha observado que los machos de mosca negra privados de proteínas muestran un menor número de montas orientadas e inseminan a menos hembras que los machos alimentados de forma más animada. En otros casos, se ha demostrado que la privación de presas o una dieta inadecuada conducen a una interrupción parcial o total de la actividad de apareamiento de los machos. El tiempo de cópula duró más para los machos alimentados con azúcar que para las moscas alimentadas con proteínas, lo que demuestra que los carbohidratos eran más necesarios para una mayor duración de la cópula.
En los mamíferos, se considera que las cantidades de proteínas, hidratos de carbono y grasas influyen en el éxito reproductivo. Esto se evaluó entre 28 osas negras hembras evaluadas midiendo el número de crías nacidas. Utilizando diferentes alimentos durante el otoño, incluyendo maíz, herbáceos, roble rojo, haya y cerezo, se anotaron los datos nutricionales de proteínas, carbohidratos y grasas, ya que cada uno variaba en porcentajes de composición. El 70% de las osas con dietas ricas en grasas y carbohidratos tuvieron crías. Por el contrario, las 10 hembras que tenían dietas bajas en carbohidratos no reprodujeron oseznos, considerando los carbohidratos un factor crítico para el éxito reproductivo donde la grasa no era un obstáculo.
Una nutrición adecuada en los periodos previos al apareamiento demostró tener el mayor efecto sobre diversos procesos reproductivos de los mamíferos. El aumento de la nutrición, en general, durante este periodo fue más beneficioso para el desarrollo de ovocitos y embriones. En consecuencia, también mejoró el número y la viabilidad de las crías. Así pues, una nutrición adecuada durante la época previa al apareamiento es clave para el desarrollo y el beneficio a largo plazo de las crías. Se suministraron dos dietas diferentes a los arrendajos de Florida y se observaron efectos diferentes en el rendimiento reproductor. Una dieta consistía en alto contenido en proteínas y alto contenido en grasas, y la otra consistía sólo en alto contenido en grasas. El resultado significativo fue que las aves con la dieta rica en proteínas y grasa ponían huevos más pesados que las aves con la dieta rica en grasa. Había una diferencia en la cantidad de agua dentro de los huevos, lo que explicaba los diferentes pesos. Se plantea la hipótesis de que el agua añadida resultante de la dieta adecuada rica en proteínas y grasa puede contribuir al desarrollo y la supervivencia del polluelo, ayudando así al éxito reproductivo.
La ingesta dietética también mejora la producción de huevos, lo que también puede considerarse que ayuda a crear crías viables. Los cambios posteriores al apareamiento se observan en los organismos en respuesta a las condiciones necesarias para el desarrollo. Esto se observa en el grillo de dos manchas, en el que se comprobó la alimentación de las hembras. Se observó que las hembras apareadas consumían más que las no apareadas. Las observaciones de los grillos hembra mostraron que, tras la puesta de huevos, su consumo de proteínas aumentaba hacia el final del segundo día. Por tanto, los grillos hembra requieren un mayor consumo de proteínas para alimentar el desarrollo de los huevos posteriores e incluso el apareamiento. Más concretamente, utilizando el análisis del marco geométrico, las hembras apareadas se alimentaron con una dieta más rica en proteínas después del apareamiento. Se observó que los grillos hembra sin aparear y apareados preferían una proporción de proteínas y carbohidratos de 2:1 y 3,5:1, respectivamente. En la codorniz japonesa, se estudió la influencia de la calidad de la dieta en la producción de huevos. La calidad de la dieta difería en la composición porcentual de proteína: la dieta alta en proteína tenía un 20% y la dieta baja en proteína, un 12%. Se comprobó que tanto el número de huevos producidos como el tamaño de los huevos eran mayores en la dieta alta en proteínas que en la baja. Sin embargo, lo que no se vio afectado fue la transmisión de anticuerpos maternos. Así pues, la respuesta inmunitaria no se vio afectada, ya que seguía habiendo una fuente de proteínas, aunque baja. Esto significa que el ave es capaz de compensar la falta de proteínas en la dieta mediante reservas proteicas, por ejemplo.
Las mayores concentraciones de proteínas en la dieta también se han correlacionado positivamente con la producción de gametos en diversos animales. Se probó la formación de ootecas en cucarachas de banda marrón en función de la ingesta de proteínas. Una ingesta de proteínas del 5% se consideró demasiado baja, ya que retrasaba el apareamiento, y un extremo del 65% de proteínas mató directamente a la cucaracha. La producción de ootecas por parte de la hembra fue más óptima con una dieta con un 25% de proteínas.
Aunque existe una tendencia a considerar que las proteínas y los hidratos de carbono son esenciales para diversas funciones reproductivas, como el éxito de la cópula, el desarrollo y la producción de huevos, la proporción y las cantidades de cada uno de ellos no son fijas. Estos valores varían en un amplio abanico de animales, desde los insectos hasta los mamíferos. Por ejemplo, muchos insectos pueden necesitar una dieta compuesta tanto de proteínas como de hidratos de carbono con una proporción de proteínas ligeramente superior para el éxito reproductivo. Por otro lado, un mamífero como el oso negro necesitaría una mayor cantidad de hidratos de carbono y grasas, pero no necesariamente proteínas. Los distintos tipos de animales tienen necesidades diferentes en función de su constitución. No se puede generalizar, ya que los resultados pueden variar de un tipo de animal a otro, y aún más de una especie a otra.

## Crianza cooperativa
Evolutivamente, los humanos están socialmente bien adaptados a su entorno y coexisten entre sí de un modo que beneficia a toda la especie. La crianza cooperativa, la capacidad de los humanos de invertir en la descendencia de otros y ayudar a criarla, es un ejemplo de algunas de sus características únicas que los diferencia de otros primates no humanos, aunque algunos practiquen este sistema con poca frecuencia. Una de las razones por las que los humanos requieren una inversión no parental significativamente mayor en comparación con otras especies es porque siguen dependiendo de los adultos para que cuiden de ellos durante la mayor parte de su periodo juvenil. La crianza cooperativa puede expresarse a través del apoyo económico, que requiere que los humanos inviertan financieramente en la descendencia de otra persona, o a través del apoyo social, que puede requerir una inversión activa de energía y tiempo. Este sistema de crianza acaba ayudando a las personas a aumentar su tasa de supervivencia y su éxito reproductivo en conjunto. La regla de Hamilton y la selección de parentesco se utilizan para explicar por qué este comportamiento altruista se ha seleccionado de forma natural y qué ganan los no padres invirtiendo en una descendencia que no es la suya. La regla de Hamilton establece que rb > c donde r= parentesco, b= beneficio para el receptor, c= coste del ayudante. Esta fórmula describe la relación que tiene que darse entre las tres variables para que se produzca la selección de parentesco. Si el parentesco genético relativo del ayudante con la descendencia es más cercano y su beneficio es mayor que el coste del ayudante, lo más probable es que se favorezca la selección por parentesco. Aunque la selección por parentesco no beneficia a los individuos que invierten en la descendencia de sus parientes, sigue aumentando en gran medida el éxito reproductivo de una población al garantizar que los genes se transmiten a la siguiente generación.

## Humanos
Algunas investigaciones han sugerido que, históricamente, las mujeres han tenido una tasa de éxito reproductivo muy superior a la de los hombres. Baumeister ha sugerido que el ser humano moderno tiene el doble de antepasados femeninos que masculinos.
Machos y hembras deben ser considerados por separado en el éxito reproductivo por sus diferentes limitaciones en la producción de la máxima cantidad de crías. Las hembras tienen limitaciones como el tiempo de gestación (normalmente 9 meses), seguido de la lactancia, que suprime la ovulación y sus posibilidades de volver a quedarse preñadas rápidamente. Además, el éxito reproductivo final de una hembra está limitado por su capacidad para distribuir su tiempo y energía en la reproducción. Peter T. Ellison afirma: "La tarea metabólica de convertir la energía del entorno en descendencia viable recae en la hembra, y el ritmo al que puede producir descendencia está limitado por el ritmo al que puede dirigir la energía metabólica a la tarea". El razonamiento para la transferencia de energía de una categoría a otra resta valor a cada categoría individual en general. Por ejemplo, si una hembra aún no ha llegado a la menarquia, sólo necesitará concentrar su energía en el crecimiento y el mantenimiento porque aún no puede destinarla a reproducirse. Sin embargo, una vez que la mujer esté preparada para empezar a dedicar energía a la reproducción, tendrá menos energía para dedicar al crecimiento y al mantenimiento en general.
Las hembras tienen una limitación en la cantidad de energía que necesitan dedicar a la reproducción. Dado que las hembras pasan por la gestación, tienen una obligación fija de gasto energético para la reproducción. Los machos, sin embargo, no tienen esta limitación y, por tanto, podrían tener más descendencia, ya que su compromiso de energía para la reproducción es menor que el de las hembras. En definitiva, hombres y mujeres están limitados por razones diferentes en cuanto al número de descendientes que pueden producir. En cambio, los machos no están limitados por el tiempo y la energía de la gestación o la lactancia. Las hembras también dependen de la calidad genética de su pareja. Esto se refiere a la calidad del esperma del macho y a la compatibilidad de los antígenos del esperma con el sistema inmunitario de la hembra. Si los Humanos en general, consideran rasgos fenotípicos que presentan su salud y simetría corporal. El patrón de limitaciones en la reproducción femenina es coherente con la historia vital humana y en todas las poblaciones.
Una dificultad a la hora de estudiar el éxito reproductivo humano es su gran variabilidad. Cada persona, hombre o mujer, es diferente, sobre todo en lo que se refiere al éxito reproductivo y también a la fertilidad. El éxito reproductivo viene determinado no sólo por el comportamiento (elecciones), sino también por variables fisiológicas que no se pueden controlar.
En los varones humanos de edad avanzada (≥40 años), la infertilidad se asocia con una alta prevalencia de daños en el ADN espermático, medidos por la fragmentación del ADN. También se observó que la fragmentación del ADN está inversamente correlacionada con la motilidad espermática. Es probable que estos factores contribuyan a reducir el éxito reproductivo de los varones de edad avanzada.
El "modelo de carga posterior" de Blurnton-Jones "probaba la hipótesis de que la duración de los intervalos entre nacimientos de las cazadoras-recolectoras !Kung permitía a las mujeres equilibrar de forma óptima las demandas energéticas de tener hijos y buscar comida en una sociedad en la que las mujeres tenían que cargar con niños pequeños y buscar comida a distancias considerables". Detrás de esta hipótesis está el hecho de que espaciar los intervalos entre nacimientos permitía una mayor probabilidad de supervivencia de los hijos y, en última instancia, fomentaba la aptitud evolutiva. Esta hipótesis va de la mano de la tendencia evolutiva de tener tres áreas en las que dividir la energía individual: crecimiento, mantenimiento y reproducción. Esta hipótesis es buena para comprender "la variación a nivel individual de la fertilidad en sociedades de pequeña escala y alta fertilidad (a veces denominadas por los demógrafos poblaciones de 'fertilidad natural')". El éxito reproductivo es difícil de estudiar, ya que existen muchas variables diferentes y gran parte del concepto está sujeto a cada condición y entorno.

## Selección natural y evolución
Para complementar una comprensión completa del éxito reproductivo o la aptitud biológica es necesario entender la teoría de la selección natural. La teoría de la selección natural de Darwin explica cómo el cambio de la variación genética a lo largo del tiempo dentro de una especie permite que algunos individuos se adapten mejor que otros a las presiones de su entorno, a encontrar parejas adecuadas y/o a encontrar fuentes de alimento. Con el tiempo, esos mismos individuos transmiten su composición genética a su descendencia y, por tanto, la frecuencia de ese rasgo o gen ventajoso aumenta dentro de esa población.
Lo mismo puede ocurrir a la inversa. Si un individuo nace con una composición genética que le hace menos apto para su entorno, puede tener menos posibilidades de sobrevivir y transmitir sus genes y, por tanto, puede ver cómo disminuye la frecuencia de estos rasgos desventajosos. Este es un ejemplo de cómo el éxito reproductivo, así como la aptitud biológica, es un componente principal de la teoría de la Selección Natural y la Evolución.

## Compromisos evolutivos
A lo largo de la historia evolutiva, a menudo un rasgo o gen ventajoso seguirá aumentando su frecuencia en una población sólo debido a la pérdida o disminución de funcionalidad de otro rasgo. Esto se conoce como "compensación evolutiva" y está relacionado con el concepto de pleiotropía, según el cual los cambios en un único gen tienen efectos múltiples. Según Oxford Academic, "las 'compensaciones evolutivas' resultantes reflejan compromisos necesarios entre las funciones de múltiples rasgos". Debido a diversas limitaciones como la disponibilidad de energía, la asignación de recursos durante el desarrollo o el crecimiento biológico o las limitaciones de la propia composición genética, existe un equilibrio entre los rasgos. El aumento de la eficacia de un rasgo puede provocar una disminución de la eficacia de otros rasgos.
Es importante entender esto porque si ciertos individuos de una población tienen un rasgo que aumenta su aptitud reproductiva, este rasgo puede haberse desarrollado a expensas de otros. Los cambios en la composición genética a través de la selección natural no son necesariamente cambios beneficiosos o perjudiciales, sino que pueden ser ambas cosas. Por ejemplo, un cambio evolutivo a lo largo del tiempo que se traduzca en un mayor éxito reproductivo a edades más tempranas podría acabar provocando una disminución de la esperanza de vida de quienes posean ese rasgo concreto.